# Hayrünnisa Hanim
Hayrünnisa Hanım (nota anche come Hayrünnisa Kadın, in turco ottomano خانم حیرونیسا, lett. "la migliore fra le donne"; Bandırma, 2 marzo 1876 – Nizza, 3 settembre 1936) è stata una nobildonna ottomana di origini circasse, seconda consorte di Abdulmecid II, ultimo califfo ottomano.

## Biografia
Hayrünnisa nacque il 2 marzo 1876 a Bandırma, da una famiglia di origini circasse Ubykh. Il suo nome originale non è noto, né il suo nome di famiglia, ma doveva trattarsi di una famiglia dell'alta borghesia o della nobiltà, perché diverse sue parenti servivano alla corte imperiale ottomana e Hayrünnisa si trasferì lì sotto la tutela di una sua zia, dove ricevette una buona educazione, che la rese una donna nota per istruzione e cultura, nonché una virtuosa del violoncello. 
Grazie alla sua musica, fu notata da uno dei principi, Şehzade Abdülmecid, anche lui musicista, e il 18 giugno 1902, nel Palazzo Ortaköy, Hayrünnisa divenne la sua seconda consorte dopo Şehsuvar Hanım. Il matrimonio rimase senza figli. Abdülmecid, pittore oltre che musicista, rappresentò Hayrünnisa in almeno due opere: un ritratto in cui la rappresentò mentre suonava il violoncello e come una dei personaggi dell'opera Beethoven nell'harem.  
Il 1° novembre 1922, il Sultanato fu abolito e Mehmed VI, cugino di Abdulmecid, deposto. Tuttavia, Abdülmecid fu scelto come califfo, sebbene con un ruolo puramente religioso-simbolico. Da questo momento, sebbene non ne avesse tecnicamente diritto in quanto titolo sultanale, Hayrünnisa e le altre sue mogli iniziarono a essere chiamate col titolo di Kadin, e l'intera famiglia si trasferì a Palazzo di Dolmabahçe. Meno di un anno dopo, il 29 ottobre 1923, venne decretata anche l'abolizione del califfato e il 3 marzo 1924 venne emanato il decreto di espulsione per tutti i membri della dinastia ottomana, che dovevano lasciare il Paese entro pochi giorni.  Quella sera stessa, funzionari del governo scortarono Abdülmecid e la sua famiglia alla stazione di Çatalca, dove furono consegnate loro 2.000 sterline e visti per la Svizzera. 
Dalla Svizzera, in ottobre si trasferirono poi a Nizza, in Francia, dove si erano riuniti molti dei membri della dinastia. Hayrünnisa morì lì il 3 settembre 1936. 